# Pyysaari (ö i Norra Karelen, Joensuu, lat 62,96, long 30,13)
Pyysaari är en ö i Finland. Den ligger i sjön Pielisjärvi och i sjön Pielisjärvi och i kommunen Joensuu i den ekonomiska regionen  Joensuu ekonomiska region  och landskapet Norra Karelen, i den sydöstra delen av landet, 400 km nordost om huvudstaden Helsingfors. Öns area är 24 hektar och dess största längd är 0,8 kilometer i sydväst-nordöstlig riktning.